# Giovanna Lenzi
Giovanna Lenzi (* 1943 in Rom) ist eine italienische Schauspielerin.

## Leben
Lenzi war seit 1966 in zahlreichen Genrefilmen zu sehen und war kurz darauf künstlerisch wie privat mit dem Regisseur Sergio Pastore verbunden, in dessen Filmen sie ab Ende 1968 ausschließlich zu sehen war; manchmal als Jeanette Len. Ab Beginn der 1980er Jahre wechselte sie hinter die Kamera; zunächst als Drehbuchautorin von Filmen ihres Mannes, dann als Ko-regisseurin. Die schauspielerische Qualität ihrer Darstellungen wurde gelobt, jedoch oftmals von der geringen Verbreitung der Filme beeinträchtigt.

## Filmografie (Auswahl)
- 1966: Heißes Pflaster für Spione (Da Berlino l’apocalisse)
- 1966: Ramon il Messicano
- 1966: Ringo e Gringo contro tutti
- 1967: Django tötet leise (Bill il taciturno)
- 1967: Gott vergibt – Django nie! (Dio perdona… io no!)
- 1967: Nato per uccidere
- 1968: Crisantemi per un branco di carogne
- 1968: Giorni di sangue
- 1987: La tempesta (Regie, Darstellung, Drehbuch)